# 汉奇吡啶合成反应
Hantzsch吡啶合成（Hantzsch pyridine synthesis），又称Hantzsch二氢吡啶合成（Hantzsch dihydropyridine synthesis）
醛（如甲醛）、两分子β-酮酯（如三乙）和含氮化合物（如乙酸铵或氨）之间的多组分反应。 反应最初产物是二氢吡啶类，二氢吡啶接下来再被氧化，可得吡啶衍生物。氧化反应的推动力是有芳香性的吡啶环的生成。
1,4-二氢吡啶二羧酸酯也称 Hantzsch 化合物，在医药上可用作钙通道阻滞剂。例子有硝苯地平、氨氯地平和尼莫地平等。
Xia 等以水为溶剂，反应后用氯化铁或高锰酸钾作氧化剂，一锅得到取代吡啶：
有研究显示微波辐射有助于反应进行。

## Knoevenagel-Fries改进法
Knoevenagel–Fries改进法 将反应应用于不对称吡啶环的合成。